# Innocent VII
Pour les articles homonymes, voir Innocent.
Innocent VII (Cosimo de' Migliorati ou Cosmato Gentile de' Migliorati), né à Sulmona en 1336, est le 204e pape de l’Église catholique de 1404 à 1406. Pendant son règne, l'antipape Benoît XIII tint une cour papale à Avignon.

## Biographie
Cosimo de' Migliorati est né dans une famille modeste de Sulmona, dans les Abruzzes. Il se distingua en apprenant tant le droit civil que le droit canon, qu'il enseigna un temps à Pérouse et à Padoue. Son maître Lignano l'aide à aller à Rome, où le pape Urbain VI le fit entrer à la Curie, l'envoya pendant dix ans en Angleterre, le nomma évêque de Bologne en 1386 puis archevêque de Ravenne en 1387.
Le pape Boniface IX le fit cardinal et l'employa comme légat dans plusieurs missions importantes et délicates. Lorsque Boniface IX décéda, des délégués du pape d'Avignon Benoît XIII étaient présents à Rome. Les cardinaux romains demandèrent à ces délégués si leur maître abdiquerait si les cardinaux retardaient l'élection. Les délégués répondirent que non et les cardinaux élurent alors un nouveau pape le 17 octobre 1404, Innocent VII. Ils prêtèrent toutefois d'abord serment de faire tout leur possible pour mettre fin au Grand Schisme.
À l'annonce de cette élection, les Gibelins provoquèrent une émeute à Rome, mais le roi de Naples Ladislas Ier envoya des troupes à Rome pour aider le pape à rétablir l'ordre. En échange de cet appui, Ladislas obtint plusieurs concessions du pape, dont la promesse qu'aucun accord pouvant nuire à ses droits sur le royaume de Naples ne serait conclu avec le pape d'Avignon. Les droits de Ladislas étaient en effet contestés par Louis II d'Anjou. Cela convenait à Innocent VII, qui n'avait aucune intention de signer un accord avec Avignon qui aurait pu compromettre ses droits sur les États pontificaux. Il sut ainsi se débarrasser au plus vite des obligations découlant de son serment.
En revanche, Innocent VII fit l'erreur de nommer cardinal son neveu Ludovico Migliorati – un condottiere ayant mené une violente carrière de soldat, jusque-là au service du duc de Milan Jean Galéas Visconti. Cet acte de népotisme lui coûta cher. En août 1405, Ludovico Migliorati attaqua par surprise onze Romains qui revenaient d'une conférence avec le pape. Il les assassina dans sa maison et jeta leurs corps dans la rue depuis les fenêtres de l'hôpital de Santo Spirito. Cela provoqua du tumulte et le pape, sa cour et les cardinaux – y compris Migliorati – durent fuir à Viterbe. Les Romains, furieux, poursuivirent les fuyards, qui perdirent trente hommes, dont l'abbé de Pérouse qui fut tué sous les yeux du pape.
En janvier 1406, Ladislas Ier envoya à nouveau des troupes à Rome pour faire cesser les émeutes et les Romains reconnurent à nouveau l'autorité temporelle du pape, qui put retourner à Rome. En contrepartie, Ladislas souhaita toutefois étendre son autorité sur Rome et les États pontificaux. Ses troupes occupèrent le château Saint-Ange et ce ne fut qu'après avoir été excommunié par le pape qu'il retira ses troupes.